# Nylanderia

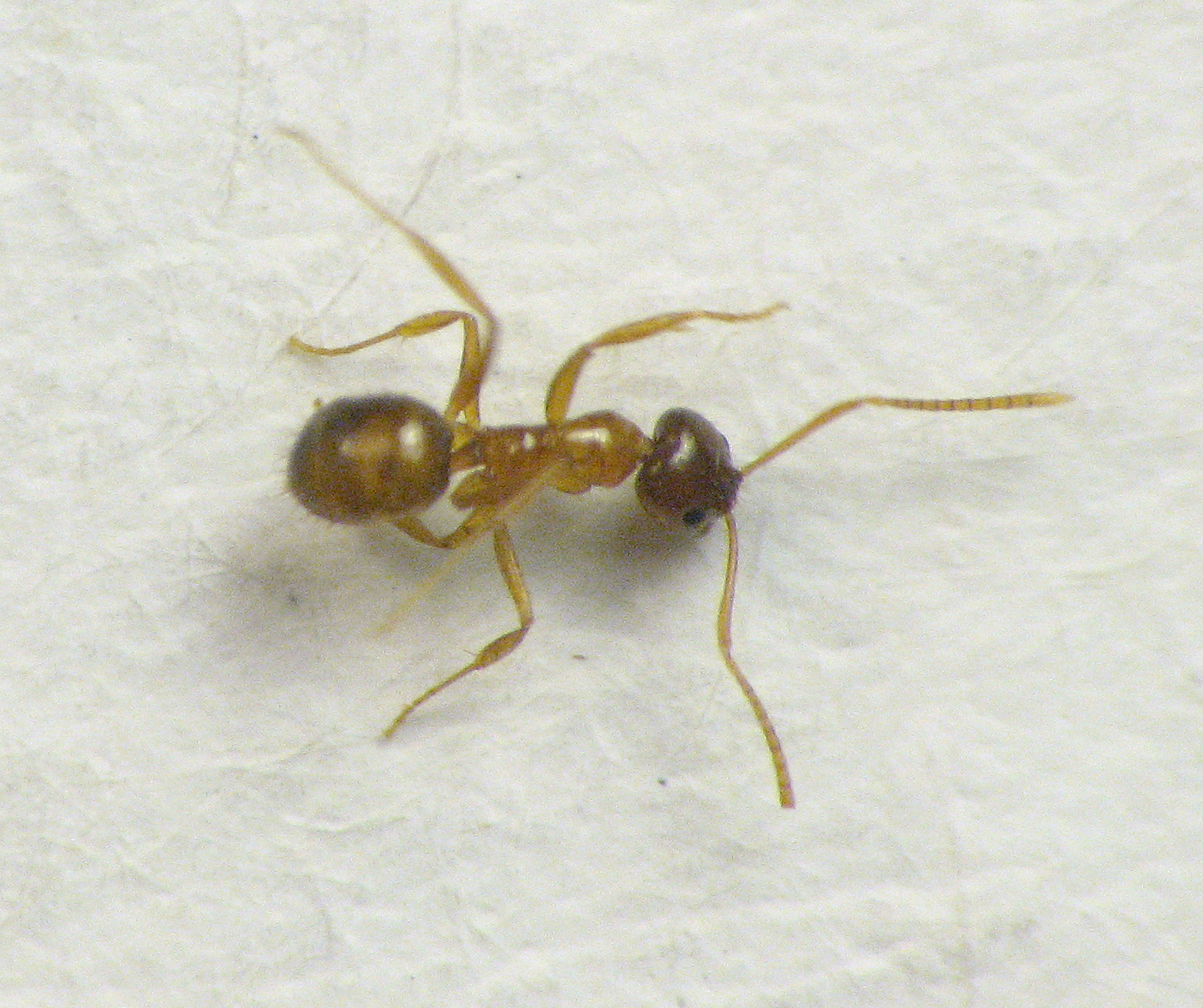
Nylanderia flavipes

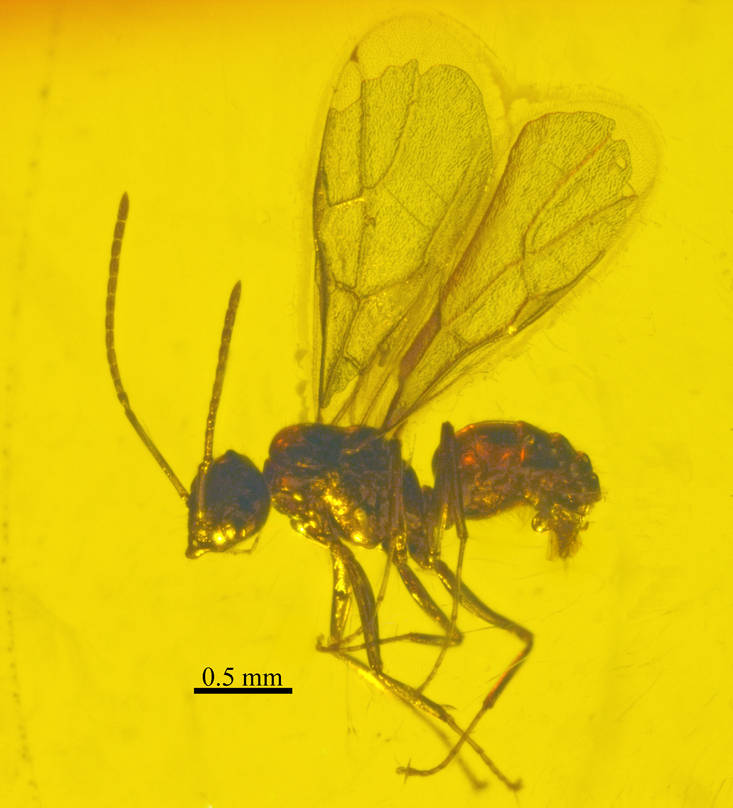
Nylanderia pygmaea fósil en ámbar báltico del Eoceno medio.

Nylanderia es un género de hormigas perteneciente a la familia Formicidae; hasta hace poco se consideraba un sinónimo más moderno de Paratrechina. Se distribuyen por casi todo el planeta, excepto zonas frías y el centro y norte de Europa. Hay 110 especies descritas. Son de importancia ecológica; algunas especies se han convertido en invasoras. Son de pequeñas a medianas, de color desde amarillo pálido a negro.

## Biología
Son eficientes forrajeras, pero no son capaces de defender los recursos contra otras hormigas que llegan después.
En zonas templadas, la mayoría de las especies produce reproductores durante el verano, estas pasan el invierno en el nido y emergen la primavera siguiente. Se conoce muy poco de las especies tropicales.

## Especies
Se reconocen las siguientes:
- Nylanderia amblyops (Forel, 1892)
- Nylanderia amia (Forel, 1913)
- Nylanderia anthracina (Roger, 1863)
- Nylanderia arenivaga (Wheeler, 1905)
- Nylanderia aseta (Forel, 1902)
- Nylanderia assimilis (Jerdon, 1851)
- Nylanderia austroccidua (Trager, 1984)
- Nylanderia birmana (Forel, 1902)
- Nylanderia boltoni LaPolla, Hawkes & Fisher, 2011
- Nylanderia bourbonica (Forel, 1886)
- Nylanderia brasiliensis (Mayr, 1862)
- Nylanderia braueri (Mayr, 1868)
- Nylanderia bruesii (Wheeler, 1903)
- Nylanderia burgesi (Trager, 1984)
- Nylanderia caeciliae (Forel, 1899)
- Nylanderia clandestina (Mayr, 1870)
- Nylanderia colchica (Pisarski, 1960)
- Nylanderia comorensis (Forel, 1907)
- Nylanderia concinna (Trager, 1984)
- Nylanderia darlingtoni Wheeler, 1936
- Nylanderia deceptrix Messer, Cover & LaPolla, 2016
- Nylanderia dichroa Wheeler, 1934
- Nylanderia dispar (Forel, 1909)
- Nylanderia docilis (Forel, 1908)
- Nylanderia dodo (Donisthorpe, 1946)
- Nylanderia dugasi (Forel, 1911)
- Nylanderia faisonensis (Forel, 1922)
- Nylanderia flavipes (Smith, 1874)
- Nylanderia formosae (Forel, 1912)
- Nylanderia fulva (Mayr, 1862)
- Nylanderia glabrior (Forel, 1902)
- Nylanderia goeldii (Forel, 1912)
- Nylanderia gracilis (Forel, 1892)
- Nylanderia guanyin (Terayama, 2009)
- Nylanderia guatemalensis (Forel, 1885)
- Nylanderia gulinensis (Zhang & Zheng, 2002)
- Nylanderia helleri (Viehmeyer, 1914)
- Nylanderia himalayana Wachkoo & Bharti, 2015
- Nylanderia hubrechti (Emery, 1922)
- Nylanderia humbloti (Forel, 1891)
- Nylanderia hystrix (Trager, 1984)
- Nylanderia impolita LaPolla, Hawkes & Fisher, 2011
- Nylanderia incallida (Santschi, 1915)
- Nylanderia indica (Forel, 1894)
- Nylanderia integera (Zhou, 2001)
- Nylanderia jaegerskioeldi (Mayr, 1904)
- Nylanderia johannae (Forel, 1912)
- Nylanderia kraepelini (Forel, 1905)
- Nylanderia laevigata (MacKay, 1998)
- Nylanderia lepida (Santschi, 1915)
- Nylanderia lietzi (Forel, 1908)
- Nylanderia luteafra LaPolla, Hawkes & Fisher, 2011
- Nylanderia madagascarensis (Forel, 1886)
- Nylanderia magnella Kallal & LaPolla, 2012
- Nylanderia manni (Donisthorpe, 1941)
- Nylanderia mendica (Menozzi, 1942)
- Nylanderia mexicana (Forel, 1899)
- Nylanderia microps (Smith, 1937)
- Nylanderia mixta (Forel, 1897)
- Nylanderia myops (Mann, 1920)
- Nylanderia natalensis (Forel, 1915)
- Nylanderia nodifera (Mayr, 1870)
- Nylanderia nubatama (Terayama, 1999)
- Nylanderia nuggeti (Donisthorpe, 1941)
- Nylanderia obscura (Mayr, 1862)
- Nylanderia ogasawarensis (Terayama, 1999)
- Nylanderia opisopthalmia (Zhou & Zheng, 1998)
- Nylanderia otome (Terayama, 1999)
- Nylanderia parvula (Mayr, 1870)
- Nylanderia pearsei Wheeler, 1938
- Nylanderia perminuta (Buckley, 1866)
- Nylanderia phantasma (Trager, 1984)
- Nylanderia picta (Wheeler, 1927)
- Nylanderia pieli (Santschi, 1928)
- Nylanderia pubens (Forel, 1893)
- †Nylanderia pygmaea (Mayr, 1868)
- Nylanderia querna Kallal & LaPolla, 2012
- Nylanderia rosae (Forel, 1902)
- Nylanderia ryukyuensis (Terayama, 1999)
- Nylanderia sakurae (Ito, 1914)
- Nylanderia scintilla LaPolla, Hawkes & Fisher, 2011
- Nylanderia sharpii (Forel, 1899)
- Nylanderia sikorae (Forel, 1892)
- Nylanderia silvestrii (Emery, 1906)
- Nylanderia silvula LaPolla, Hawkes & Fisher, 2011
- Nylanderia simpliciuscula (Emery, 1896)
- Nylanderia sindbadi (Pisarski, 1960)
- Nylanderia smythiesii (Forel, 1894)
- Nylanderia staudingeri (Forel, 1912)
- Nylanderia steeli (Forel, 1910)
- Nylanderia steinheili (Forel, 1893)
- Nylanderia stigmatica (Mann, 1919)
- Nylanderia tasmaniensis (Forel, 1913)
- Nylanderia taylori (Forel, 1894)
- Nylanderia teranishii (Santschi, 1937)
- Nylanderia terricola (Buckley, 1866)
- Nylanderia tjibodana (Karavaiev, 1929)
- Nylanderia tococae (Wheeler & Bequaert, 1929)
- Nylanderia trageri Kallal & LaPolla, 2012
- Nylanderia umbella LaPolla, Hawkes & Fisher, 2011
- Nylanderia usambarica LaPolla, Hawkes & Fisher, 2011
- Nylanderia vaga (Forel, 1901)
- Nylanderia vagabunda (Motschoulsky, 1863)
- †Nylanderia vetula LaPolla & Dlussky, 2010
- Nylanderia vitiensis (Mann, 1921)
- Nylanderia vividula (Nylander, 1846)
- Nylanderia waelbroecki (Emery, 1899)
- Nylanderia wojciki (Trager, 1984)
- Nylanderia yaeyamensis (Terayama, 1999)
- Nylanderia yambaru (Terayama, 1999)
- Nylanderia yerburyi (Forel, 1894)

## Especie invasora
Debido a su potencial colonizador y constituir una amenaza grave para las especies autóctonas, los hábitats o los ecosistemas, la especie Nylanderia jaegerskioeldi ha sido incluida en el Catálogo Español de Especies Exóticas Invasoras, regulado por el Real Decreto 630/2013, de 2 de agosto, estando prohibida en España su introducción en el medio natural, posesión, transporte, tráfico y comercio.